# Aechmea colombiana
Espèce
Classification phylogénétique
Synonymes
- Streptocalyx colombianus L.B.Sm.

Aechmea colombiana est une espèce de plantes à fleurs de la famille des Bromeliaceae qui se rencontre de la Colombie à l'Équateur.

## Synonymes
- Streptocalyx colombianus L.B.Sm.[2].